# Hipòdrom de la Zarzuela
L'Hipòdrom de la Zarzuela és un hipòdrom als afores de Madrid, Espanya. Va ser dissenyat a la dècada de 1930. L'arquitectura és d'estil modernista que s'ha descrit com a racionalisme madrileny.
Entre les curses que s'hi celebren destaquen el Gran Premio de Madrid que s'hi celebra des de 1941.

## Història
L'Hipòdrom de la Zarzuela va ser dissenyat per substituir l'Hipòdrom de la Castellana, situat al passeig de la Castellana. L'antic hipòdrom va ser enderrocat a la dècada de 1930 perquè el solar pogués ser reurbanitzat com a edificis d'oficines.
Els arquitectes van ser Carlos Arniches Moltó i Martín Domínguez Esteban, que col·laboraven des dels anys vint del segle passat. Per a aquest projecte, s'hi va sumar l'enginyer Eduardo Torroja, pioner en el disseny d'estructures de carcassa de formigó. El seu treball a les grades amb el seu distintiu sostre és reconegut internacionalment.
El nou hipòdrom es trobava en estat avançat l'any 1936, però els danys causats per la Guerra Civil espanyola van retardar-ne la finalització. La inauguració va tenir lloc l'any 1941.

## Conservació
L'hipòdrom està protegit per com a Bé d'Interès Cultural. A més d'enumerar les grades i altres estructures de protecció, la citació fa referència al paddock i al pelouse com a elements d'interès.